# (3674) Erbisbühl
(3674) Erbisbühl – planetoida z grupy przecinających orbitę Marsa okrążająca Słońce w ciągu 3 lat i 229 dni w średniej odległości 2,36 au Została odkryta 13 września 1963 roku w obserwatorium w Sonneberg przez Cuno Hoffmeistera. Nazwa planetoidy pochodzi od Erbisbühl, góry na której jest usytuowane obserwatorium Sonneberg. Przed jej nadaniem planetoida nosiła oznaczenie tymczasowe (3674) 1963 RH.